# Consejo Europeo de Energía Renovable

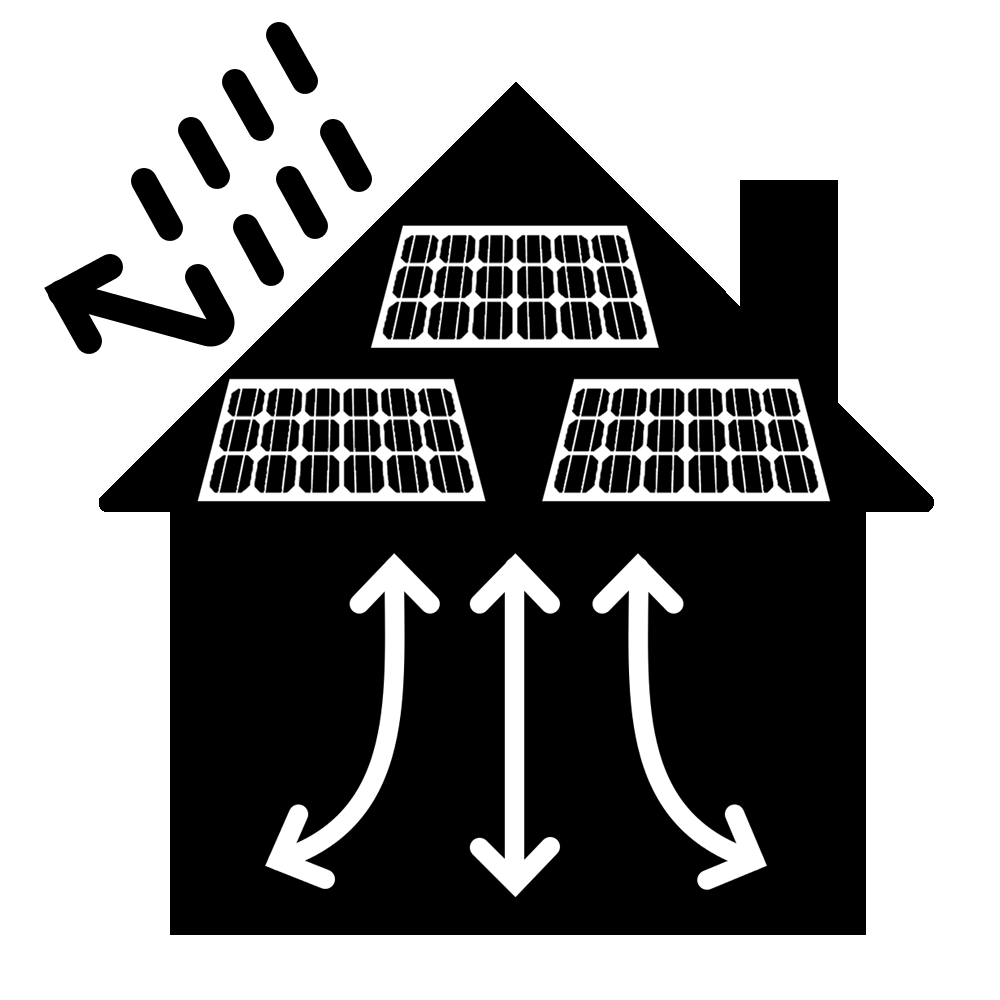
Diagrama de un edificio de consumo energético neto nulo, como la Casa de la energía renovable, en la que tenía su sede el Consejo Europeo de Energía Renovable

El Consejo Europeo de Energía Renovable (EREC por sus siglas en inglés) fue fundado en 2000 por asociaciones de la industria europea de energía renovable, de comercio y de investigación. La sede del EREC se hallaba en la Casa de la energía renovable en Bruselas, un edificio monumental protegido que para calefacción y refrigeración se suministra al 100 % con energía renovable.
El EREC actuó como representante en Bruselas de la industria europea de energía renovable y de su comunidad investigadora. También hizo de foro para el intercambio de información y los debates  relacionados con las renovables. Proporcionaba información y asesoría sobre estas energías a quienes toman decisiones políticas a escala local, regional, nacional e internacional.
En mayo de 2014 la asamblea General del EREC decidió voluntariamente disolverse, lo que llevó a su liquidación. Sigue en activo una asociación de propósito similar, la Federación Europea de Energías Renovables. 

## Miembros
El EREC se componía de las siguientes asociaciones sin ánimo de lucro y federaciones (todas por sus siglas en inglés): 
- AEBIOM (Asociación Europea de Biomasa)
- EGEC (Consejo Europeo de Energía Geotérmica)[2]
- EPIA (Asociación Europea de la Industria Fotovoltaica)
- EREF (Federación Europea de Energía Renovable).
- ESHA (Asociación Minihidráulica Europea)[3]
- ESTIF (Federación Europea de la Industria Solar Térmica)[4]
- EUBIA (Asociación Europea de la Industria de Biomasa)
- EUREC (Agencia de los centros de investigación europeos en energía renovable)
- EWEA (Asociación Europea de Energía Eólica)

## Economía de la energía renovable
En el escenario ideado en 2011 por Greenpeace y el EREC, denominado (R)evolución energética, el mundo podría eliminar el uso de combustibles fósiles para 2090.
Por otro lado, según el documento del EREC RE-pensando 2050, Europa puede ser una economía de energía renovable (que solo utilice energía renovable) para 2050. Este objetivo fue asumido por la Unión Europea en 2018.